# Märyon
Märyon, född 1987, är en sångerska från La Seyne i södra Frankrike.
Hon tävlade för Monaco i Eurovision Song Contest 2004, med låten Notre Planete, som inte kom till final. Märyon har inte gjort någonting inom musiken efter framträdandet i Eurovision.